# 約翰·康寧漢
約翰康寧漢（John W. Cunninghamgh）(1915年7月28日－2002年6月4日)是1952年黑白西部片日正當中原著小說家，他也因為此片得到奧斯卡原著小說獎提名，生平著作小說多改編劇本成西部片電影。

## 生平
- 第二次世界大戰時，康寧漢在南太平洋與日軍激戰。
- 戰後返國在加州聖塔芭芭拉市居住且寫小說。
- 1985年起搬到奧勒岡州至過世。